# 五分之三妥协
五分之三妥協（英語：Three-Fifths Compromise）是1787年美國南方與東北方在美國制憲會議中達成的協議。妥協將奴隸的實際人口乘以五分之三，以作為美國眾議院成員分配與稅收分配的用途。此妥協是由與會成員詹姆士·威爾森和羅傑·謝爾曼所提出。
反對奴隸制的與會成員一般希望只計算每個州的自由居民，因这些州反奴隶制，各种族人口均按平民计算；但另一方面，支持奴隸制的與會成員則希望能夠参考計算奴隸的人口，以增加自己在众议院的份额，但因為奴隸不能投票，奴隸主將拥有自己的奴隶带来的附加份额，在眾議院和選舉人團的选举中得到好處。最終對計算「其他所有人口」的妥協是將實際數字乘以五分之三，相對於反對奴隸制的與會成員的方案可提高蓄奴州的勢力，而提升南方的地位。
五分之三妥協規定在美國憲法的第1條第2款第3節中：
眾議員名額和直接稅稅額，在本聯邦可包括的各州中，按照各自人口比例進行分配。各州人口數，按自由人總數加上所有其他人口的五分之三予以確定。自由人總數包括必須服一定年限勞役的人，但不包括未被徵稅的印地安人。

## 背景
五分之三的比例，是源自於在1783年對邦聯條例提出的一項修正案。該修正案是為了改變決定各州富裕程度的基礎，從而將其納稅的義務，從不動產改成人口，作為衡量該州創造財富能力的方法。由國會委員會的提案過去建議，稅收「應由各殖民地按其每個年齡、性別及素質之居民人數的比例提供，除了不繳稅的印地安人之外」。
而南方立刻就對這套公式表達反對，因為這將把奴隸包括在需要支付的稅額中，而奴隸當時主要被認為是一種財產。正如湯瑪斯·傑佛遜在辯論中寫的筆記，南方州份將依「其人數與富裕程度的結合來納稅，然而北方只需依據其人數」。
之後維吉尼亞州的本傑明·哈里森（Benjamin Harrison）提出二分之一的妥協，而幾個新英格蘭人提出四分之三的妥協，但都未能取得足夠的支持，國會最後將比例落定在由詹姆斯·麥迪遜提出的五分之三。但此修正案最終以失敗告終，因少了兩州而未能達成修改邦聯條例所需之一致認可（僅新罕布夏州和紐約州反對）。
然而，該提議的比例對在制憲會議出現的僵局是一個現成的解決方案。在當時的情況下，在邦聯條例下所獲的挫折造成各角逐勢力的結盟。在條例的修正之時，北方希望計算的奴隸數能比南方多，因為目的是確定向聯邦政府所支付的州稅。在制憲會議中，更重要的議題是在國會中的代表權，所以南方希望計算的奴隸能比北方多。
「很多人都說讓沒有意願的人計入代表的計算是不正當的......他們是人，雖然因身為奴隸的條件而被降級。他們是知道其所居住之州份的地方性法規的人，同時他們也知道大自然的規律。但代表權和賦稅相互配合......難道這正好施加了一個奇特的負擔，卻沒因此授予某些適當足夠的優勢？」－亞歷山大·漢密爾頓

## 影響
五分之三的比例，或稱「聯邦比例」，對內戰爆發前之蓄奴州選民比例相對過高的政治事務產生重大影響。舉例來說，如果席次是由自由人口數所分配，那麼1793年南方蓄奴州在眾議院本應分有33席的代表，而其卻分得了47席。1812年，蓄奴州有76席而非59席；1833年則是98席而非73席。結果，在內戰爆發前的這段時間，南方人主導了總統選舉、眾議院議長人選和最高法院。
歷史學家傑瑞·威爾斯曾推測，若去掉蓄奴州多出來的選票，那麼傑佛遜將會輸掉1800年美國總統選舉。還有「密蘇里州將不實行奴隸制......傑克遜的印地安人遷移政策將無法通過......威爾莫特但書將會禁止在從墨西哥贏來的領土上實行奴隸制......內布拉斯加法案將無法通過」等。然而，其他的歷史學家批評威爾斯的分析太過簡單。舉例來說，雖然五分之三妥協可以被看成是有利於南方州份（因其普遍有較多的奴隸人口），但是康乃狄克妥協傾向對於北方的州份有利（因其普遍規模較小）。這使得新憲法得以滿足這些局部利益的平衡。

## 取代
1865年，內戰結束和美國憲法第十三修正案通過廢除奴隸制之後，五分之三條款失效。後來1868年美國憲法第十四修正案的第2款取代了第1條第2款第3節。它明確指出「眾議員名額，應按各州人口比例進行分配，此人口數包括一州的全部人口數，但不包括未被徵稅的印地安人」。